# San Girolamo nel deserto (Cima da Conegliano Washington)
San Girolamo nel deserto è un dipinto a olio su tavola (48x40 cm) di Cima da Conegliano, databile al 1500-1505 e conservato nella National Gallery of Art di Washington.

## Descrizione
Il dipinto rappresenta San Girolamo con una pietra nella mano destra per percuotersi il petto, rivolto verso la croce in legno che contempla.